# 캔디즈
캔디즈(キャンディーズ, Candies)는 1973년에 결성된 일본의 걸 그룹이다. 란 (이토 란), 스 (다나카 요시코), 미키 (후지무라 미키)로 구성되어 있으며, 일본인들 사이에서 압도적인 인기를 누렸다.

## 같이 보기
- 일본의 아이돌
- 핑크 레이디 (일본의 음악 그룹)
- 야마구치 모모에
- 사쿠라다 준코